# Ebessan III
Ebessan III (10 de enero de año desconocido) es un luchador profesional japonés enmascarado, también conocido como Ice Penguin.

## Carrera

### Osaka Pro Wrestling (2005-presente)
Ice Penguin debutó en Osaka Pro Wrestling en julio de 2005, utilizando un disfraz de pingüino. El gimmick de Penguin era el de un personaje con poco conocimiento de lucha libre que había acudido a OPW para aprender sobre ella; sin embargo, su inexperiencia y sus continuas confusiones sobre lo que había que realizar sobre el ring le hacían perder regularmente. Ice Penguin tuvo una larga racha de derrotas hasta que, el 22 de abril de 2007, derrotó a Ebessan II en lo que sería su primera victoria, ganando el derecho a ser el siguiente portador de la máscara de Ebessan. Por ello, Ice Penguin cambió su nombre a Ebessan III, comenzanso a utilizar el atuendo y la máscara del personaje, aunque declarándose así mismo como una encarnación más poderosa que las anteriores y denotándose como un poco más serio que ellas. A pesar de ello, formó una alianza con Kuishinbo Kamen, con el que compitió también en combates amistosos.

## En lucha
- Movimientos finales
  - Ebisu Bottom[1] / Penguin Bottom[3] (Lifting side slam) - parodiado de The Rock
  - Ebisu Kaiun Body Attack[4] (Diving crossbody)
  - Ebisu Kaiun Suplex[4] / Sonoda Suplex[4] (Bridging German suplex)
  - White German Suplex[5] (Bridging German suplex precedido de quitarse la camisa)
  - White Muso[5] (Spinning over the shoulder back to belly piledriver)[2] - 2009-presente

- Movimientos de firma
  - Ebisleeper[3] (Sleeper hold)
  - Argentine backbreaker rack[4]
  - Brainbuster[6]
  - Corner slingshot splash
  - Dropkick, a veces desde una posición elevada
  - Inverted facelock camel clutch[6]
  - Rolling wheel kick
  - Roll-up[5]
  - Small package[5]

## Campeonatos y logros
- Dramatic Dream Team
  - DDT Iron Man Heavymetalweight Championship (1 vez)

- Osaka Pro Wrestling
  - OPW Battle Royal Championship (2 veces)
  - OPW Meibutsu Sekaiichi Championship (1 vez)
  - OPW Owarai Championship (1 vez)
  - UWA World Trios Championship (1 vez) - con Kuishinbo Kamen & Kanjyouro Matsuyama
  - FM Osaka Cup 1 Day Six Man Tag Tournament (2009) - con Kuishinbo Kamen & Kanjyouro Matsuyama